# Kore 670

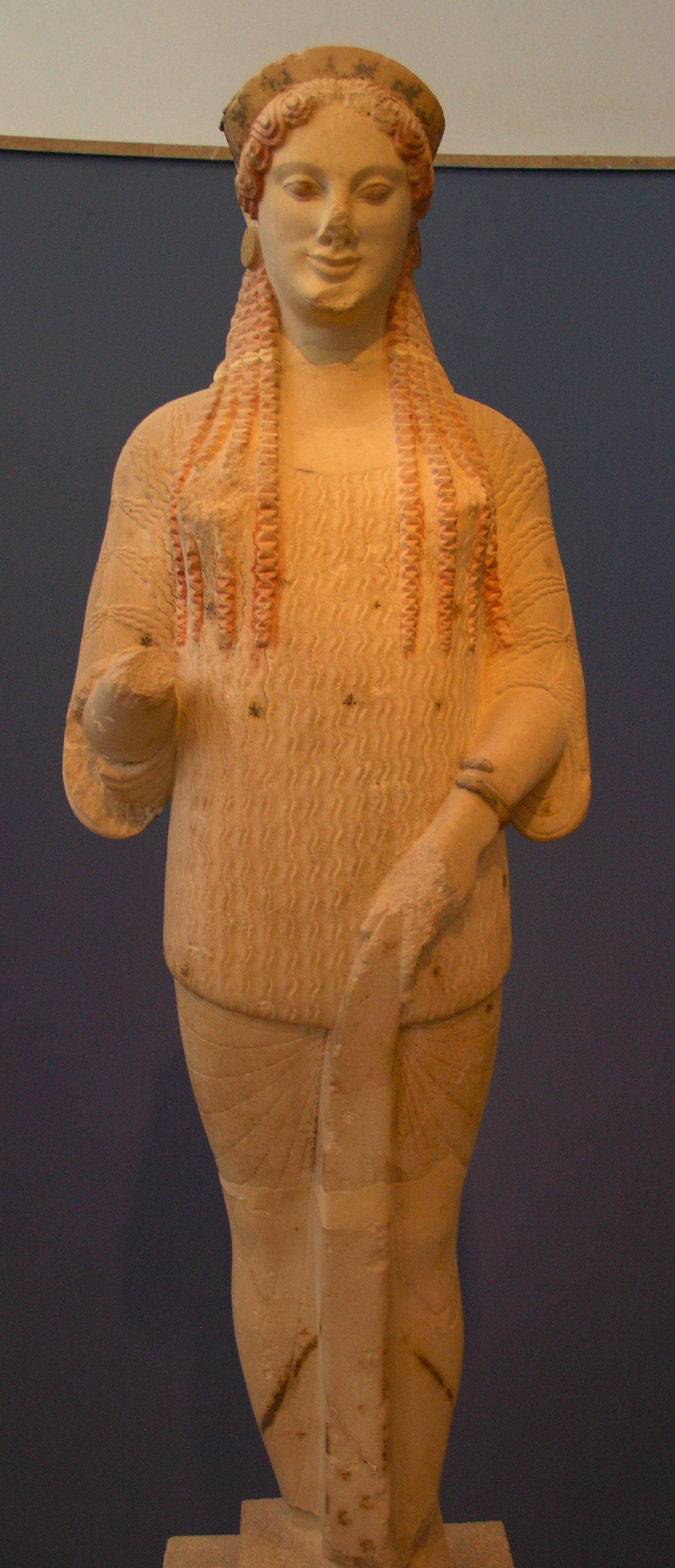
Kore 670 expuesta en el Museo de la Acrópolis (2007).

La Kore 670 es una kore griega arcaica tardía de mármol de Paros, creada en 520-510 a. C., que mide 1,15 cm.
Se encuentra entre las korai de la Acrópolis de Atenas, que cumplen una función votiva, como ofrenda a Atenea. En la actualidad, se conserva en el Museo de la Acrópolis de Atenas, en la Galería de la Acrópolis Arcaica bajo el epígrafe "Akrópolis 670". Se cree que fue esculpida por los escultores Antenor o Endeo, que esculpieron la Atenea del frontón de la gigantomaquia, que adornaba el Antiguo templo de Atenea.

## Descubrimiento
En 1886, esta estatua junto con las otras kora, como la Kore de Antenor, la Kore de Eutídico y la Kore del Peplo, fueron descubiertas en excavaciones en el lado noroeste del Erecteo, en lo que se conoce como el Perserschutt (escombros persas en alemán).

## Descripción
Cada kore de la Acrópolis lleva un atuendo diferente. A diferencia de los otros korai, la Kore 670 va vestida con un quitón, atado alrededor de la cintura. También cabe destacar que la kore conserva también un brazalete. Lleva el pelo trenzado y un estéfano adornado con palmetas y lotos, con adornos metálicos que habrían adornado el estéfano.
Tiene el brazo izquierdo bajado hasta la cintura, agarrando la parte inferior del quitón, y el derecho, al que le falta la mano, extendido hacia delante. Su expresión conserva una sonrisa arcaica, pero más suave, con la comisura exterior de los labios recortada en el rostro.
En comparación con otras korai de Ática, es esbelta, y su estilo coincide con el de Quíos, lo que indica el intercambio cultural y que los artistas ejecutaban encargos de diversas partes de Grecia.
La kore es famosa por conservar su policromía, manteniendo parte de su pintura original, principalmente los rojos, y algo de amarillo.

## Exposición en el extranjero
De marzo de 2022 a septiembre de 2022, fue prestada al Museo Real de Ontario para conmemorar el 80 aniversario de las relaciones greco-canadienses, que comenzaron en 1942 con el gobierno en el exilio durante la Ocupación de Grecia por las Fuerzas del Eje.
Desde mayo de 2023 hasta el 8 de enero de 2024, se encuentra en préstamo en el Museo de Bellas Artes de Boston en colaboración con el Museo de la Acrópolis, expuesto en la galería Early Greek Art.